# Andra söndagen efter trettondedagen
Andra söndagen efter trettondedagen är den andra söndagen som infaller efter Trettondedag jul (6 januari).
Den infaller den söndag som infaller 14-20 januari. 
Den liturgiska färgen är i Svenska kyrkan och Romersk-katolska kyrkan grön. I Svenska kyrkan är söndagens tema Livets källa.

## Svenska kyrkan

### Texter
Söndagens tema enligt 2003 års evangeliebok är Livets källa. De bibeltexter som används för att belysa dagens tema är:
| Första årgången                                                         | Andra årgången                                                        | Tredje årgången                                                | Psaltarpsalm     |
| Andra Moseboken 33:18-23 Efesierbrevet 1:7-14 Johannesevangeliet 2:1-11 | Jeremia 17:12-14 Uppenbarelseboken 22:16-17 Johannesevangeliet 4:5-26 | Jesajas 35:1-6 Hebréerbrevet 2:9-10 Johannesevangeliet 5:31-36 | Psaltaren 19:2-7 |